# Noferkaré Hendu
Noferkaré Hendu (más néven IV. Noferkaré) az ókori egyiptomi VIII. dinasztia egyik uralkodója, az első átmeneti kor idején. Kim Ryholt, Jürgen von Beckerath és Darell Baker szerint dinasztiája hatodik uralkodója volt.

## Említései
Nevét a 45. helyen említi a XIX. dinasztia idején összeállított abüdoszi királylista, a torinói királylistán azonban kártusa nem maradt fenn, mert a papirusz erősen károsodott ott, ahol ennek a korszaknak az uralkodóit sorolja.
Az abüdoszi királylistán kívül teljes bizonyossággal neki tulajdonított említése nem maradt fenn, bár a ḫndỉ névről, amely egy pecséthengeren fordul elő kártusba írva, Henri Frankfort 1926-ban azt írta, talán Hendu neveként azonosítható. Ma azonban valószínűbbnek tartják, hogy a pecséten látható kártusban az utolsó hükszosz király, Hamudi neve olvasható, ezenkívül csak helykitöltőnek került a pecsétre, nem a királyra való hivatkozásként. A pecsét jelenleg a Petrie Múzeumban található, katalógusszáma UC 11616.

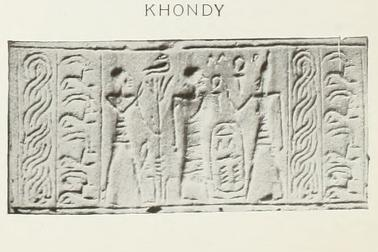
Pecséthenger Hamudi nevével; Henri Frankfort Hendu nevének olvasta

## Fordítás
- Ez a szócikk részben vagy egészben  a   Neferkare Khendu című angol Wikipédia-szócikk ezen változatának fordításán alapul.  Az eredeti cikk szerkesztőit annak laptörténete sorolja fel. Ez a jelzés csupán a megfogalmazás eredetét és a szerzői jogokat jelzi, nem szolgál a cikkben szereplő információk forrásmegjelöléseként.